# Simulium pautense
Simulium pautense är en tvåvingeart som beskrevs av Coscaron och Takaoka 1989. Simulium pautense ingår i släktet Simulium och familjen knott.
Artens utbredningsområde är Ecuador. Inga underarter finns listade i Catalogue of Life.